# Moriz Weitlof

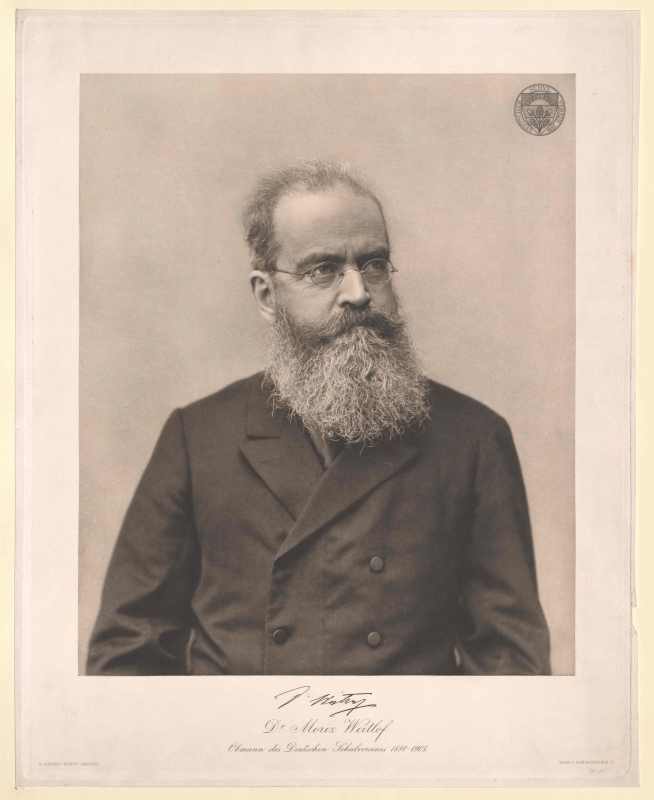
Dr. Moriz Weitlof, Obmann des Deutschen Schulvereins 1880–1905

Moriz Weitlof (auch „Moritz Weitlof“; * 26. Jänner (Januar) 1835 in Prag; † 2. März 1905 in Wien) war ein österreichischer Rechtsanwalt. Bekannt wurde er als deutschnationaler Politiker im Schulwesen Altösterreichs.

## Leben
Weitlof studierte an der Universität Wien, die ihn 1856 zum Dr. iur. promovierte. Von 1867 bis 1873 war er Advokat in Krems an der Donau. Er übersiedelte nach Wien und saß ab 1871 im Landtag von Niederösterreich. Während der schulfeindlichen Bewegung beteiligte er sich an der Gründung des Deutschen Schulvereins, der ihn sogleich zum Obmann wählte. Seiner Tatkraft verdankte der Verein die rasche Entwicklung zum ersten und wichtigsten nationalen Schutzverein der deutschsprachigen Bevölkerung in Österreich. Dem Abgeordnetenhaus (Österreich) gehörte Weitlof von 1881 bis 1887 an. Dort schloss er sich der Deutschen Fortschrittspartei (Österreich) an, die mit dem Klub der Linken zur Vereinigten Deutschen Linken verschmolz. Als die Christlichsoziale Partei (Österreich) in Wien und Niederösterreich an die Macht kam, zog Weitlof sich vom politischen Leben zurück. Er widmete sich ganz dem Deutschen Schulverein. Sein Nachfolger dort wurde sein Parteifreund Gustav Groß.
Sein Grab befindet sich im niederösterreichischen Gresten.

## Werke
- Unsere heutige Volksschule und ihre Gegener. Pammer, Krems 1875.